# Детская библиотека и центр искусств Микро Юаньэр
Детская библиотека и центр искусств Микро Юаньэр расположена в самом центре Пекина, Китай. Расположенное в столетнем хутуне Чаэр, китайском внутреннем дворе, окружённом семейными домами, отмеченное наградами здание известно сочетанием старой и новой архитектуры.
Финансируемое муниципальным правительством здание является частью программы городского развития, направленной на улучшение жизни жителей при сохранении истории хутунов.

## Обновление Микро Хутуна
Чжан Кэ из студии ZAO/standardarchitecture в Пекине спроектировал детскую библиотеку и художественный центр в рамках проекта обновления хутуна. Кэ получил степень магистра архитектуры в Гарварде, и ему приписывают создание дизайна Лиги плюща в хутунах. Архитектор считает, что для муниципалитета полезно использовать маломасштабное строительство как часть городского развития.
Расположенный примерно в километре от площади Тяньаньмэнь и рядом с главной мечетью, хутун Чаэр занимает площадь 350 квадратных метров. Это был типичный Да-Цза-Юань, что означает большой, грязный двор, где около дюжины семей жили около 400 лет. В хутуне был храм, который в 1950-х годах был перестроен в жилые дома. Муниципальное агентство Dashilar Investment запросило предложения по использованию пространства, из которых была выбрана детская библиотека. Строительство проекта проходило с 2012 по 2014 год.
С 1950-х годов большинство проживающих здесь семей добавили небольшую кухню во дворе. Несмотря на то, что в ходе недавнего ремонта были устранены подобные надстройки, архитекторы перепроектировали, отремонтировали и повторно использовали оставшиеся конструкции для создания библиотеки и художественных пространств, сохранив этот часто игнорируемый слой современной гражданской истории Пекина.
Библиотеку площадью 9 квадратных метров строители построили под скатной крышей другого здания во дворе. Она сделана из фанеры и бетона, смешанного с китайской тушью, чтобы гармонировать с серой городской средой. Ступеньки внутри здания создают возвышенное место для чтения перед широким окном, побуждая детей подняться наверх и читать книгу там. Строители также превратили бывшую кухню под большим деревом в квадратное арт-пространство размером шесть квадратных метров с использованием переработанных кирпичей.
В 2016 году проект детской библиотеки и центра искусств Хутун получил международную премию Ага Хана в области архитектуры, став одним из шести победителей Жюри награды высоко оценило проект за его модификацию и повторное использование исторического здания и воплощение жизни в традиционных жилых двориках. Проект обновления хутунов появился на Пекинской неделе дизайна 2014 года и Венецианской биеннале архитектуры 2016 года. CNN назвала архитектора «радикальным новатором в китайском дизайне» за его различные проекты внутреннего двора.

## Удобства
В здании есть детская библиотека и читальный уголок на возвышении, где дети могут читать перед большим окном. Рядом находится арт-пространство с миниатюрами. В одной из комнат художник может показать детям, как создавать картины из бумаги, а в многофункциональном пространстве можно показывать фильмы. Большое столетнее дерево на этом участке даёт детям место для игр.

## Общественное влияние
Местные жители считают, что проект обновления хутуна полезен для общества, поскольку территория превратилась из груды мусора в место, куда дети приходят играть и учиться. Благодаря этому проекту жизнь хутунов возродилась и обогатились общественные связи. Проект помог сохранить исторические здания, вместо того, чтобы выровнять территорию для масштабного строительства, ликвидировав разрыв между современным развитием и традициями. Обновление хутуна помогает сохранить семьи в сообществе, в котором они жили, возможно, сотни лет, вместо того, чтобы переезжать в далёкие многоквартирные дома, сохраняя их общественные связи.